# Ezeriș

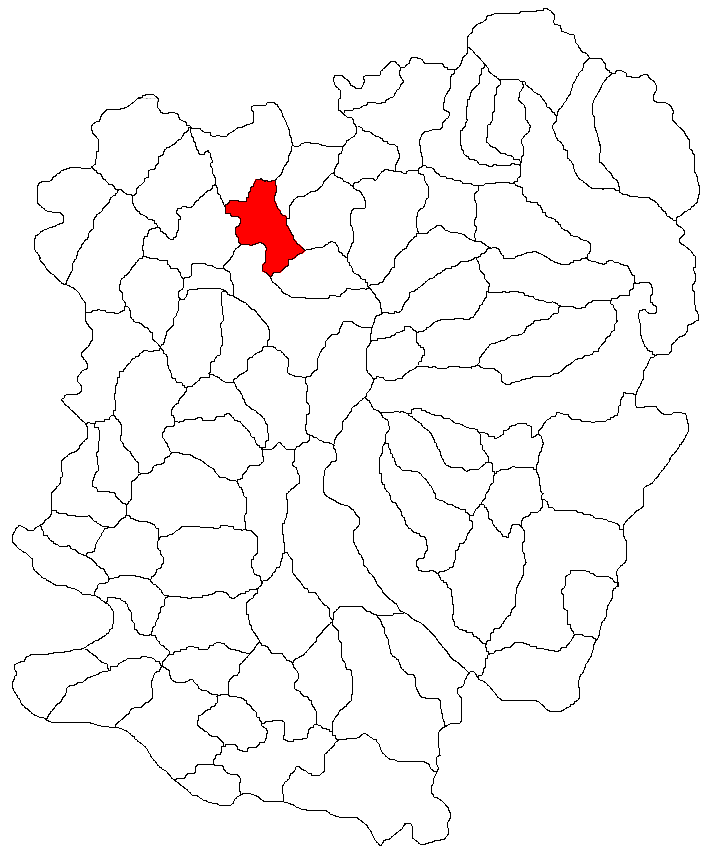
Lage der Gemeinde Ezeriș im Kreis Caraș-Severin

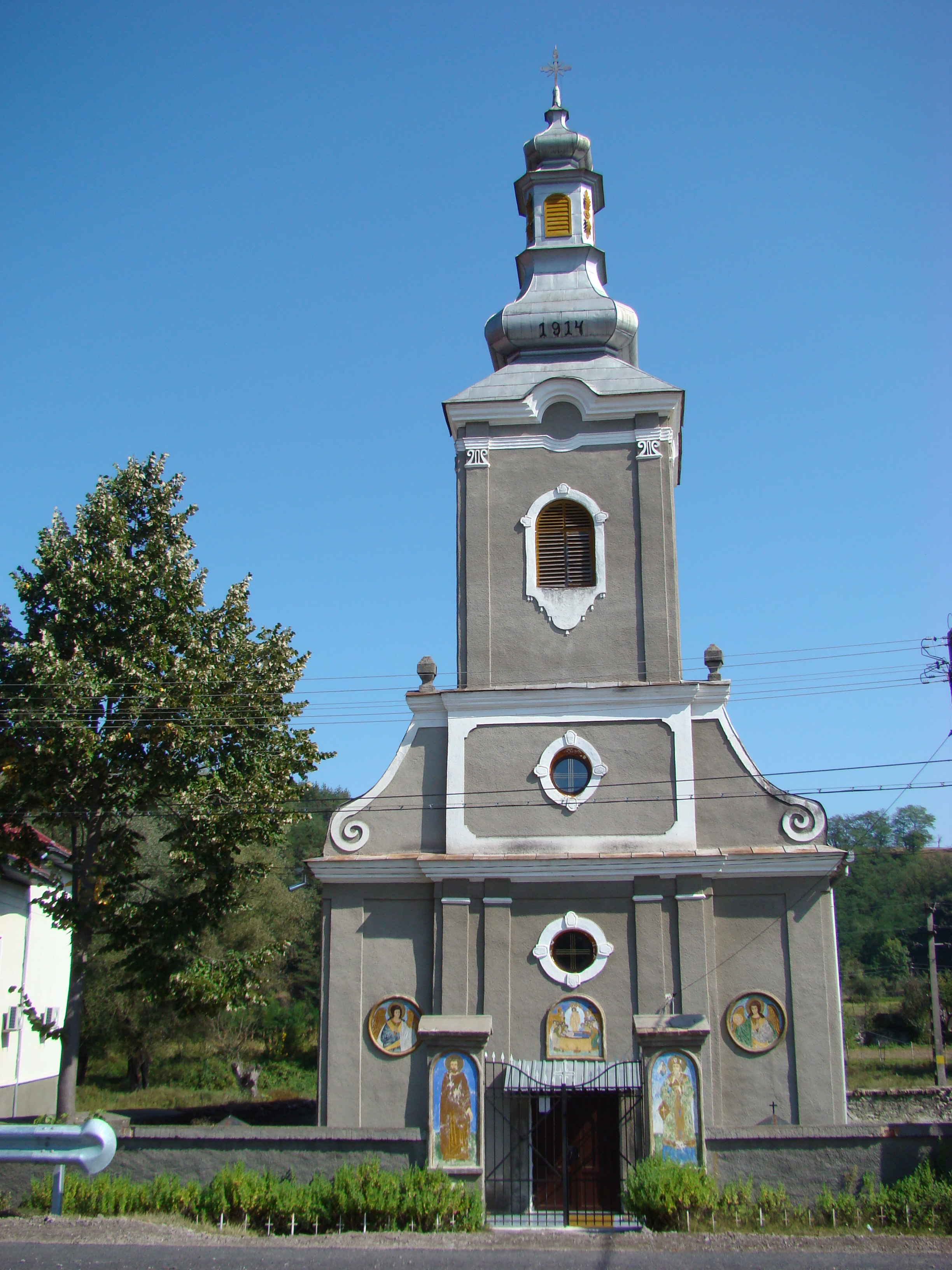
Orthodoxe Kirche in Ezeriș

Ezeriș (deutsch Eseresch, ungarisch Ezeres) ist eine Gemeinde im Kreis Caraș-Severin in der Region Banat in Rumänien. Zur Gemeinde Ezeriș gehört auch das Dorf Soceni.

## Geografische Lage
Ezeriș liegt im Norden des Kreises Caraș-Severin, an der Nationalstraße DN58A Soceni-Lugoj, in 18 km Entfernung von Reșița.

## Nachbarorte
| Zorlențu Mare | Dezești                                     | Fărliug |
| Ramna         | Kompassrose, die auf Nachbargemeinden zeigt | Brebu   |
| Bocșa         | Reșița                                      | Soceni  |

## Geschichte
Alexandru D. Xenopol vertrat Ende des 19. Jahrhunderts noch die Ansicht, dass sich auf dem Areal der Gemeinde Ezeriș das römische Kastell Aizis befunden haben könne. Diese Meinung ist jedoch umstritten, mehrheitlich wird Aizis heute auf dem Gebiet von Fârliug verortet.
Eine erste urkundliche Erwähnung der Ortschaft stammt aus dem Jahr 1319. 
In den Aufzeichnungen des Gelehrten Luigi Ferdinando Marsigli erscheint Hecseris im Distrikt Bocșa.
Auf der Josephinischen Landaufnahme von 1717 ist Eseresch mit 52 Häuser eingetragen und gehörte zum Distrikt Werschetz. Nach dem Frieden von Passarowitz (1718) war die Ortschaft Teil der Habsburger Krondomäne Temescher Banat. 1788 wurde Ezeriș während des Russisch-Österreichischen Türkenkriegs komplett niedergebrannt. Die Bewohner flüchteten in die umliegenden Wälder.
Der Vertrag von Trianon am 4. Juni 1920 hatte die Dreiteilung des Banats zur Folge, wodurch Ezeriș an das Königreich Rumänien fiel. 1950 wurde die Gemeinde Ezeriș als Verwaltungszentrum gegründet, zu der seitdem auch das Dorf Soceni gehört.

## Bevölkerungsentwicklung
| 1880 | 2693 | 2653 | 5  | 32 | 3   |
| 1910 | 2733 | 2611 | 15 | 26 | 81  |
| 1930 | 2309 | 2189 | 14 | 1  | 105 |
| 1977 | 1983 | 1939 | 2  | 9  | 33  |
| 2002 | 1410 | 1328 | 19 | 1  | 62  |
| 2021 | 1505 | 1465 | -  | -  | 40  |